# Malika Hadky
Malika Hadky (sinh năm 1952) là một vận động viên chạy cự ly trung bình người Ma-rốc. Bà đã thi đấu ở nội dung 800 mét nữ tại Thế vận hội Mùa hè năm 1972.